# زیر چتر خورشید
زیر چتر خورشید یک مجموعه تلویزیونی محصول سال ۱۳۷۵ به کارگردانی بهمن زرین‌پور و نویسندگی و تهیه‌کنندگی محمد بیک‌زاده است که از شبکه ۲ پخش شد.

## خلاصه داستان
ماجرای مجموعه تلویزیونی دربارهٔ یک کارمند عالی‌رتبه مخابرات است که مورد توجه شرکت‌های خارجی است. همسر هنرمند او با ارتباط او با شرکت‌های خارجی مخالف است و…

## بازیگران
- محبوبه مقبلی
- ژاله علو
- برزو ارجمند
- جهانگیر فروهر
- انوشیروان ارجمند
- آزیتا حاجیان
- افسانه بایگان
- پرویز پرستویی
- حسین چنگی
- حسین فلاح
- حسین میرباقری
- رحمان باقریان
- شهروز ملک‌آرایی
- فخرالدین صدیق‌شریف
- محمود عزیزی
- نسرین نکیسائی
- وجیهه لقمانی
- هما مشکین

## عوامل تولید
- کارگردان: بهمن زرین‌پور
- نویسندگان: مصطفی خرقه‌پوش و اکبر محمدی
- مدیر تصویربرداری: عظیم جوانروح
- طراح گریم: عبدالله اسکندری
- برنامه‌ریز: جواد میرمیران
- طراح صحنه: افشین امینی و هایده زمانی
- طراح لباس: علی عابدینی
- تدوین: حسین غضنفری
- منشی صحنه: محبوبه گشایشی
- عکس: بابک برزویه
- مدیر تولید: محمد ملک‌زاده